# Armenische Basketballnationalmannschaft
Die armenische Basketballnationalmannschaft repräsentiert Armenien bei Basketball-Länderspielen der Herren, etwa bei internationalen Turnieren und bei Freundschaftsspielen.
Das Team konnte sich bisher nicht für Weltmeisterschaften, Olympische Spiele oder Europameisterschaften qualifizieren.

## Geschichte
Die Nationalmannschaft Armeniens trat im Jahre 1992 der FIBA bei.
Zuvor waren armenische Spieler in der Basketballnationalmannschaft der UdSSR aktiv.

## Abschneiden bei internationalen Wettbewerben
| - noch nie qualifiziert |  | - noch nie qualifiziert |

### Europameisterschaften
- noch nie qualifiziert